# Hansel and Gretel: An Opera Fantasy
Hansel and Gretel: An Opera Fantasy és un llargmetratge d'animació estatunidenc de Michael Myerberg estrenada el 1954. Aquest llargmetratge combina diverses tècniques, la detenció sobre la imatge, però també la utilització de 35 petits personatges amb armadures, de materials capaços de reproduir la pell o els cabells així com d'electroimants permetent mantenir les figures en situació durant les preses.
Un cert misteri va (hàbilment) planar sobre les tècniques d'avantguarda que haurien estat utilitzades, i s'ha parlat fins i tot de marionetes «electròniques». Sembla que es tractava en realitat d'un coneixement bastant clàssic: fills de ferro dissimulats.
Molt de temps després del final de la pel·lícula, decorats i personatges van ser utilitzats per a l'escenificació de contes de fades en fires.

## Argument
La pel·lícula reprèn el tema del conte tradicional alemany, del qual es coneix sobretot la versió dels Germans Grimm Hänsel i Gretel. Dos nens perduts i afamats descobreixen amb admiració una casa en pa d'espècies enmig del bosc. Però la bruixa no és lluny.

## Premis
La banda sonora va ser nominada per a un Premi Grammy.